# Elizabeth Wurtzel
Elizabeth Lee Wurtzel (31. juli 1967 – 7. januar 2020) var en amerikansk forfatter og journalist, der blev kendt for at udgive bestseller-romanen Prozac Nation, da hun var 26 år. Hun havde en BA i sammenlignende litteratur fra Harvard University og en juridisk doktorgrad fra Yale Law School.